# EuroFloorball Cup 2008
Der EuroFloorball Cup 2008 (vom Schweizer Veranstalter auch nur Europacup 2008 genannt) im Unihockey fand vom 8. bis 12. Oktober in Winterthur in den Eulachhallen statt. Organisator des Turniers war der HC Rychenberg.
Es war der erste Europacup nach Wiederumstellung auf die jährliche Durchführung und daher der zweite Europacup im gleichen Jahr. Sieger bei den Herren wurde AIK Innebandy und bei den Damen IKSU Innebandy, beide aus Schweden.

## Qualifikation
Insgesamt 5 der 8 Teams qualifizierten sich automatisch für den Europacup, dies sind zum einen die vier Meister der vier stärksten Nationen des EuroFloorball Cup 2007/08 bei den Damen und Herren und der letztjährige Europacupsieger.
Die drei anderen Teams mussten sie in drei Qualifikationsgruppen qualifizieren. Die Gruppe A ist in Frederikshavn ausgetragen worden. Die Gruppe B fand in Bratislava statt. In der Gruppe C kämpfen die Vizemeister der vier stärksten Nationen um einen Startplatz (ausgetragen in Helsinki).

## Finalturnier Herren

### Gruppenphase

#### Gruppe A
Resultate
| Zeit        | Mannschaft 1      | Mannschaft 2      | Ergebnis |
| ----------- | ----------------- | ----------------- | -------- |
|             |                   |                   |          |
| 8. Oktober  |                   |                   |          |
| 10:30 Uhr   | SK Latvijas Avīze | Tatran Střešovice | 0:8      |
| 19:30 Uhr   | SV Wiler-Ersigen  | AIK Innebandy     | 3:6      |
|             |                   |                   |          |
| 9. Oktober  |                   |                   |          |
| 13:30 Uhr   | AIK Innebandy     | Tatran Střešovice | 4:3      |
| 19:30 Uhr   | SV Wiler-Ersigen  | SK Latvijas Avīze | 13:2     |
|             |                   |                   |          |
| 10. Oktober |                   |                   |          |
| 13:30 Uhr   | AIK Innebandy     | SK Latvijas Avīze | 6:0      |
| 19:30 Uhr   | Tatran Střešovice | SV Wiler-Ersigen  | 5:6      |

Tabelle
| Team              | Sp | S | U | N | TV    | Pkt |
| ----------------- | -- | - | - | - | ----- | --- |
| AIK Innebandy     | 3  | 3 | 0 | 0 | 16:3  | 6   |
| SV Wiler-Ersigen  | 3  | 2 | 0 | 1 | 22:13 | 4   |
| Tatran Střešovice | 3  | 1 | 0 | 2 | 16:10 | 2   |
| SK Latvijas Avīze | 3  | 0 | 0 | 3 | 2:27  | 0   |

#### Gruppe B
Resultate
| Zeit        | Mannschaft 1  | Mannschaft 2  | Ergebnis |
| ----------- | ------------- | ------------- | -------- |
|             |               |               |          |
| 8. Oktober  |               |               |          |
| 13:30 Uhr   | Sarpsborg IBK | Warberg IC    | 5:14     |
| 16:30 Uhr   | SSV Helsinki  | Tapanilan Erä | 8:2      |
|             |               |               |          |
| 9. Oktober  |               |               |          |
| 10:30 Uhr   | Sarpsborg IBK | SSV Helsinki  | 2:7      |
| 16:30 Uhr   | Warberg IC    | Tapanilan Erä | 4:3      |
|             |               |               |          |
| 10. Oktober |               |               |          |
| 10:30 Uhr   | Tapanilan Erä | Sarpsborg IBK | 9:3      |
| 16:30 Uhr   | Warberg IC    | SSV Helsinki  | 4:7      |

Tabelle
| Team          | Sp | S | U | N | TV    | Pkt |
| ------------- | -- | - | - | - | ----- | --- |
| SSV Helsinki  | 3  | 3 | 0 | 0 | 22:8  | 6   |
| Warberg IC    | 3  | 2 | 0 | 1 | 22:15 | 4   |
| Tapanilan Erä | 3  | 1 | 0 | 2 | 14:15 | 2   |
| Sarpsborg IBK | 3  | 0 | 0 | 3 | 10:30 | 0   |

### Playoffs
|  | Halbfinale | Halbfinale       | Halbfinale |  |  | Finale | Finale           | Finale |
|  |            |                  |            |  |  |        |                  |        |
|  |            |                  |            |  |  |        |                  |        |
|  | A1         | AIK Innebandy    | 5          |  |  |        |                  |        |
|  | B2         | Warberg IC       | 3          |  |  |        |                  |        |
|  |            |                  |            |  |  |        | AIK Innebandy    | 5      |
|  |            |                  |            |  |  |        | SV Wiler-Ersigen | 2      |
|  | B1         | SSV Helsinki     | 4          |  |  |        |                  |        |
|  | A2         | SV Wiler-Ersigen | 5 n. V.    |  |  |        |                  |        |
|  |            |                  |            |  |  |        |                  |        |

#### Halbfinale
| Zeit        | Mannschaft 1  | Mannschaft 2     | Ergebnis  |
| ----------- | ------------- | ---------------- | --------- |
|             |               |                  |           |
| 11. Oktober |               |                  |           |
| 13:30 Uhr   | AIK Innebandy | Warberg IC       | 5:3       |
| 19:30 Uhr   | SSV Helsinki  | SV Wiler-Ersigen | 4:5 n. V. |

#### Finale
Das Finale fand am 12. Oktober 2008 um 15:00 Uhr statt. Es waren 1600 Zuschauer in der Eulachhalle anwesend, die damit ausverkauft war. Schiedsrichter während des Spiels waren Jukka Paso und Anssi Silvo. Der AIK Innebandy aus Schweden gewann das Spiel gegen den SV Wiler-Ersigen aus der Schweiz wie schon in der Gruppenphase und wurde damit zum dritten Mal in Folge Europacup-Sieger bei den Herren.
| Mannschaft 1                             | Mannschaft 2        | Ergebnis            |
| ---------------------------------------- | ------------------- | ------------------- |
| AIK Innebandy                            | SV Wiler-Ersigen    | 5:2 (2:1; 1:0; 2:1) |
| Tore                                     |                     |                     |
| 10:19 Fredrik Djurling 11:08 Kim Nilsson | 18:30 Simon Bichsel | 1:0 2:0 2:1         |
|                                          |                     |                     |
| 37:36 Karl-Johann Nilsson                |                     | 3:1                 |
|                                          |                     |                     |
| 44:41 Niklas Jihde 59:17 Niklas Jihde    | 43:20 Roger Gerber  | 3:2 4:2 5:2         |

#### Spiel um Platz 3
Das Spiel um Bronze fand am 12. Oktober um 9 Uhr statt. SSV Helsinki konnte sich nach einer grossen Aufholjagd im letzten Drittel die Bronzemedaille sichern.
| Mannschaft 1 | Mannschaft 2                                 | Ergebnis                        |
| --- | -------------------------------------------- | ------------------------------- |
| SSV Helsinki | Warberg IC                                   | 7:6 (1:2; 0:2; 6:2)             |
| Tore |                                              |                                 |
| 5:00 Mikael Järvi | 10:08 Anders Engberg 16:19 Magnus Svenson    | 1:0 1:1 1:2                     |
| |                                              |                                 |
| | 29:26 Simon Nilsson 29:36 Eigengoal Helsinki | 1:3 1:4                         |
| |                                              |                                 |
| 45:37 Santtu Manner 46:33 Juho Järvinen 53:30 Santtu Manner 55:13 Santtu Manner 56:51 Harri Forster 58:11 Mikael Järvi | 43:36 Magnus Danielsson 53:13 Simon Nilsson  | 1:5 2:5 3:5 3:6 4:6 5:6 6:6 7:6 |

### Platzierungsspiele
| Zeit             | Mannschaft 1      | Mannschaft 2      | Ergebnis  |
| ---------------- | ----------------- | ----------------- | --------- |
|                  |                   |                   |           |
| 11. Oktober      |                   |                   |           |
| Spiel um Platz 7 |                   |                   |           |
| 10:30 Uhr        | Sarpsborg IBK     | SK Latvijas Avīze | 7:3       |
| Spiel um Platz 5 |                   |                   |           |
| 16:30 Uhr        | Tatran Střešovice | Tapanilan Erä     | 4:5 n. V. |

## Finalturnier Damen

### Gruppenphase

#### Gruppe A
Resultate
| Zeit        | Mannschaft 1   | Mannschaft 2   | Ergebnis |
| ----------- | -------------- | -------------- | -------- |
|             |                |                |          |
| 8. Oktober  |                |                |          |
| 10:00 Uhr   | FC Outlaws     | Děkanka Tigers | 1:13     |
| 19:00 Uhr   | Holmlia SK     | UHC Dietlikon  | 1:11     |
|             |                |                |          |
| 9. Oktober  |                |                |          |
| 10:00 Uhr   | Holmlia SK     | FC Outlaws     | 11:8     |
| 19:00 Uhr   | UHC Dietlikon  | Děkanka Tigers | 5:2      |
|             |                |                |          |
| 10. Oktober |                |                |          |
| 13:00 Uhr   | Děkanka Tigers | Holmlia SK     | 5:1      |
| 19:00 Uhr   | UHC Dietlikon  | FC Outlaws     | 13:1     |

Tabelle
| Team           | Sp | S | U | N | TV    | Pkt |
| -------------- | -- | - | - | - | ----- | --- |
| UHC Dietlikon  | 3  | 3 | 0 | 0 | 29:4  | 6   |
| Děkanka Tigers | 3  | 2 | 0 | 1 | 20:7  | 4   |
| Holmlia SK     | 3  | 1 | 0 | 2 | 13:24 | 2   |
| FC Outlaws     | 3  | 0 | 0 | 3 | 10:36 | 0   |

#### Gruppe B
Resultate
| Zeit        | Mannschaft 1   | Mannschaft 2   | Ergebnis |
| ----------- | -------------- | -------------- | -------- |
|             |                |                |          |
| 8. Oktober  |                |                |          |
| 13:00 Uhr   | Rubene         | SC Classic     | 1:9      |
| 16:00 Uhr   | Balrog IK      | IKSU Innebandy | 6:2      |
|             |                |                |          |
| 9. Oktober  |                |                |          |
| 13:00 Uhr   | Balrog IK      | Rubene         | 8:3      |
| 16:00 Uhr   | IKSU Innebandy | SC Classic     | 5:3      |
|             |                |                |          |
| 10. Oktober |                |                |          |
| 10:00 Uhr   | IKSU Innebandy | Rubene         | 13:3     |
| 16:00 Uhr   | SC Classic     | Balrog IK      | 2:6      |

Tabelle
| Team           | Sp | S | U | N | TV    | Pkt |
| -------------- | -- | - | - | - | ----- | --- |
| Balrog IK      | 3  | 3 | 0 | 0 | 20:7  | 6   |
| IKSU Innebandy | 3  | 2 | 0 | 1 | 20:10 | 4   |
| SC Classic     | 3  | 1 | 0 | 2 | 12:12 | 2   |
| Rubene         | 3  | 0 | 0 | 3 | 7:30  | 0   |

### Playoffs
|  | Halbfinale | Halbfinale     | Halbfinale |  |  | Finale | Finale         | Finale  |
|  |            |                |            |  |  |        |                |         |
|  |            |                |            |  |  |        |                |         |
|  | A1         | UHC Dietlikon  | 0          |  |  |        |                |         |
|  | B2         | IKSU Innebandy | 5          |  |  |        |                |         |
|  |            |                |            |  |  |        | Balrog IK      | 2       |
|  |            |                |            |  |  |        | IKSU Innebandy | 3 n. V. |
|  | B1         | Balrog IK      | 7          |  |  |        |                |         |
|  | A2         | Děkanka Tigers | 2          |  |  |        |                |         |
|  |            |                |            |  |  |        |                |         |

#### Halbfinale
| Zeit        | Mannschaft 1  | Mannschaft 2   | Ergebnis |
| ----------- | ------------- | -------------- | -------- |
|             |               |                |          |
| 11. Oktober |               |                |          |
| 16:30 Uhr   | UHC Dietlikon | IKSU Innebandy | 0:5      |
| 19:00 Uhr   | Balrog IK     | Děkanka Tigers | 7:2      |

#### Finale
Das Finale fand am 12. Oktober 2008 um 12:00 Uhr statt. Es waren 292 Zuschauer in der Eulachhalle anwesend, was enttäuschend wenig im Vergleich zum Halbfinal mit Schweizer Beteiligung war, dass über 900 Zuschauer anlockte. Schiedsrichter während des Spiels waren Thomas Erhard und Philippe Renz. Der AIK Innebandy aus Schweden gewann das Spiel in der Nachspielzeit gegen den Landesrivalen – nachdem er noch in der Vorrunde mit 2:5 gegen Balrog IK verlor.
| Mannschaft 1           | Mannschaft 2            | Ergebnis                      |
| ---------------------- | ----------------------- | ----------------------------- |
| Balrog IK              | IKSU Innebandy          | 2:3 n.v. (0:0; 1:1; 1:1; 0:1) |
| Tore                   |                         |                               |
|                        |                         |                               |
|                        |                         |                               |
| 34:25 Hermine Dahlérus | 37:07 Therese Andersson | 1:0 1:1                       |
|                        |                         |                               |
| 51:01 Emelie Lindström | 44:16 Viktoria Wikström | 1:2 2:2                       |
|                        |                         |                               |
|                        | 63:21 Nina Bäckman      | 2:3                           |

#### Spiel um Platz 3
Das Spiel um Bronze fand am 12. Oktober um 11 Uhr statt. In einem Spiel, indem das Endresultat bereits nach 16 Minuten feststand besiegte der UHC Dietlikon aus der Schweiz das tschechische Team der Děkanka Tigers nur knapp mit 2:1.
| Mannschaft 1        | Mannschaft 2                            | Ergebnis            |
| ------------------- | --------------------------------------- | ------------------- |
| Děkanka Tigers      | UHC Dietlikon                           | 1:2 (1:2; 0:0; 0:0) |
| Tore                |                                         |                     |
| 15:41 Ilona Novotna | 5:01 Karin Hjelm 16:46 Marion Rittmeyer | 0:1 1:1 1:2         |
|                     |                                         |                     |
|                     |                                         |                     |
|                     |                                         |                     |
|                     |                                         |                     |

### Platzierungsspiele
| Zeit             | Mannschaft 1 | Mannschaft 2 | Ergebnis |
| ---------------- | ------------ | ------------ | -------- |
|                  |              |              |          |
| 11. Oktober      |              |              |          |
| Spiel um Platz 7 |              |              |          |
| 10:00 Uhr        | FC Outlaws   | Rubene       | 3:6      |
| Spiel um Platz 5 |              |              |          |
| 13:00 Uhr        | Holmlia SK   | SC Classic   | 3:14     |